# Giuseppe Olivotti
Giuseppe Olivotti (* 20. November 1905 in Venedig, Italien; † 9. März 1974) war ein italienischer Geistlicher und römisch-katholischer Weihbischof in Venedig.

## Leben
Giuseppe Olivotti empfing am 21. Juli 1929 das Sakrament der Priesterweihe. 
Am 10. Februar 1957 ernannte ihn Papst Pius XII. zum Titularbischof von Samos und zum Weihbischof in Venedig. Der Patriarch von Venedig, Angelo Giuseppe Kardinal Roncalli, spendete ihm am 19. März desselben Jahres die Bischofsweihe; Mitkonsekratoren waren der Erzbischof von Pisa, Ugo Camozzo, und der Bischof von Cesena, Augusto Gianfranceschi.
Giuseppe Olivotti nahm an allen vier Sitzungsperioden des Zweiten Vatikanischen Konzils teil.